# Distrikt Canaria
Der Distrikt Canaria liegt in der Provinz Víctor Fajardo in der Region Ayacucho in Südzentral-Peru. Der Distrikt wurde am 2. Januar 1857 gegründet. Er besitzt eine Fläche von 265 km². Beim Zensus 2017 wurden 4013 Einwohner gezählt. Im Jahr 1993 lag die Einwohnerzahl bei 3553, im Jahr 2007 bei 4021. Sitz der Distriktverwaltung ist die 3025 m hoch gelegene Ortschaft Villa Canaria (oft zu „Canaria“ abgekürzt) mit 657 Einwohnern (Stand 2017). Villa Canaria liegt etwa 25 km südsüdöstlich der Provinzhauptstadt Huancapi.

## Geographische Lage
Der Distrikt Canaria liegt im Andenhochland im Osten der Provinz Víctor Fajardo. Der Río Pampas sowie dessen rechter Nebenfluss Río Sondondo begrenzen den Distrikt im Osten.
Der Distrikt Canaria grenzt im Süden an den Distrikt Apongo, im Südwesten an den Distrikt Aucara (Provinz Lucanas), im Westen an den Distrikt Sacsamarca (Provinz Huanca Sancos), im Nordwesten an den Distrikt Huancapi, im Norden an den Distrikt Hualla, im Nordosten an den Distrikt Independencia (Provinz Vilcas Huamán) und im Osten an den Distrikt Querobamba (Provinz Sucre).

## Ortschaften
Neben dem Hauptort gibt es folgende größere Ortschaften im Distrikt:
- Raccaya (510 Einwohner)
- Taca (1991 Einwohner)
- Uyuccasa